# خودیاری

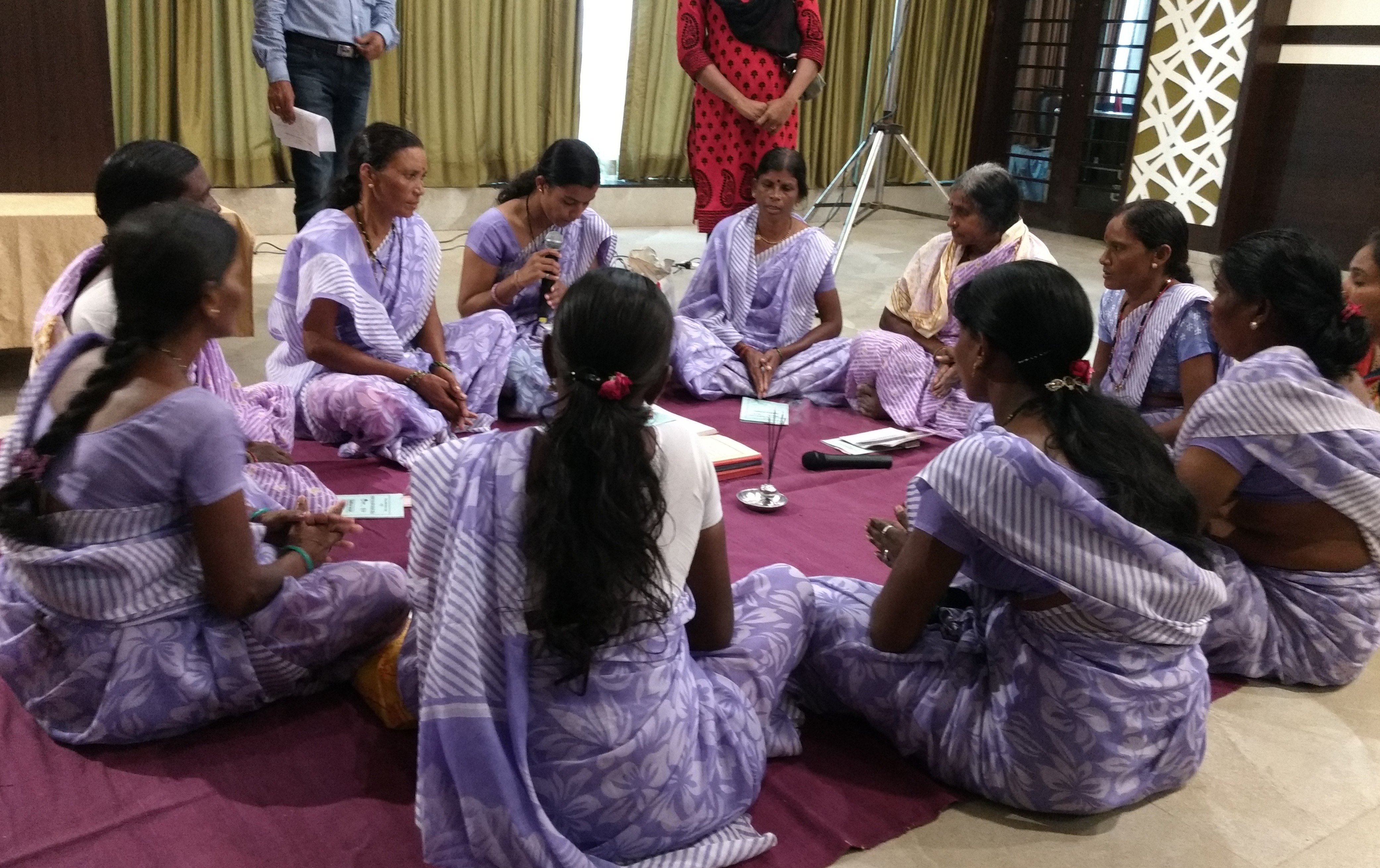
جلسات خودیاری زنان در هندوستان

خودیاری (Self-Help) مکتبی است که از طریق آگاه کردن فرد با اصولی مبتنی بر روانشناسی، او را در راه بهبود زندگی شخصی، اقتصادی، عاطفی، با ایجاد تغییر از درون، کمک می‌کند.
درمان‌های خودیاری، درمان‌هایی هستند که کمک می‌کنند با ابزارهای کمکی روانشناسی مثل کتابچه تمرین، دوره‌های آنلاین، ژورنال‌های توسعه فردی یا اپلیکیشن‌های کاربردی، برای ارتقای سلامت ذهن خود قدم برداریم. استفاده از ابزارهای درمانی خودیاری، یک نوع خودمراقبتی است.
در غرب گروه‌های خودیاری متعددی برای کمک افراد در رهایی از اعتیاد، چاقی، خشونت و… وجود دارند.
در ایران نیز کتاب‌های متعدد خودیاری در زمینه‌های روانشناسی و اقتصادی ترجمه و منتشر شده‌اند. یکی از این کتاب‌ها، کتاب چگونه تصمیم می‌گیریم نوشته جونا لرر به ترجمه نوید ملایی است.
وقتی این کتاب را مطالعه می‌کنید، شما هم مانند بسیاری از مردم، با پی بردن به نقش پررنگ هیجانات و احساسات در تصمیم‌گیری‌های مهم شگفت‌زده خواهید شد. احتمالا برای شما هم جالب است که بدانید رعایت اخلاقیات توسط انسان‌ها، ناشی از هیجان است، نه منطق! با دیدن آزمایش‌ها و بازی‌های مختلف ذهنی، متقاعد می‌شوید که تا کنون به مغز منطقی خود، بیشتر از توان واقعی آن، اعتماد کرده بودید و اکنون وقت آن رسیده که این احساسات را به انتخاب‌های مهم زندگی خود، باز کنید. 

## انتقادهای وارد شده به فرهنگ خودیاری
انتقادهای زیادی به فرهنگ خودیاری وارد شده است. اولین انتقاد این است که در کتابهای خودیاری به افراد القا می‌شود که هرچه می‌خواهند، می‌توانند انجام دهند و اگر این اتفاق به هر دلیلی نیفتد افراد به انتقاد از خود و سرزنش خود روی می‌آوردند. مورد دیگری که در این کتابها روی آن تاکید می‌شود این است که خوشبختی هر فرد بیشتر تابع عوامل درونی و نه بیرونی (مثل عوامل اجتماعی و وضعیت اقتصادی-اجتماعی) است و به افراد القا می‌شود که اگر احساس خوشحالی و خوشبختی نمی‌کنید، خودتان مقصر هستید. سوند برینکمن در کتاب "محکم بایست: مقاومت در برابر تب توسعه فردی" توصیه می‌کند که از خواندن کتابهای خودیاری دوری کنید به این دلیل که تصویری واقعی از زندگی انسانها ارایه نمی‌دهند و این ذهنیت را تقویت می‌کنند که زندگی تحت کنترل ما انسانهاست. با خواندن این کتابها از ناکامی خودتان در رسیدن به خوشبختی، ثروت و سلامت دلسرد می‌شوید. وی با استدلال مشابه توضیح می‌دهد که کتابهای زندگینامه و خودزندگی‌نامه هم همین وضعیت را دارند و روایت خیلی خطی و فردگرایانه ای از زندگی افراد ارایه می‌دهند که با واقعیت پیچیده زندگی خیلی فاصله دارد. وی توصیه می‌کند که خواندن رمان می‌تواند تصویر بهتری از زندگی انسانها با همه محدودیت‌ها، پیچیدگی‌ها و غیر قابل مدیریت بودنش ارائه دهد.
اخیرا روانشناس و جامعه‌شناسی به نام اوله جاکوب مدسن خودیاری را از نگاه فرهنگی نقد کرده است. او در کتاب خود به این نکته می‌پردازد که کتاب‌های خودیاری چه طور به مردم القا کرده است که هر فرد مسئول سرنوشت خودش است و باید دنبال راهکارهای فردی برای مشکلات اجتماعی باشد یا این که مدیتیشن یا عزت نفس بالاتر می‌تواند مشکلات جدی مانند بحران‌های زیست محیطی یا مالی را حل کند. انتقاد دیگری که به خودیاری وارد کرده است این است که فرهنگ خودیاری با خودش هم در تناقض است: خودیاری از یک طرف فرد، آزادی انتخاب و خودشکوفایی فرد را علم می‌کند و از طرف دیگر انسانهایی تربیت می‌کند که معتاد کتاب‌ها و سمینارهای خودیاری و جلسات روان درمانی هستند. گفته می‌شود که خودشکوفایی به پرورش انسانهای متکی به خود کمک می‌کند در حالی که افراد وابسته ای را تربیت می‌کند که تصور می‌کنند حقیقت در درون آنها نهفته است. واقعیت این است که کتابهای خودیاری تاثیری ندارند. دلیل این که هزاران کتاب خودیاری چاپ می‌شود دقیقا این است که این کتابها جواب نمی‌دهند. اگر بخواهیم از تشبیه اعتیاد استفاده کنیم، هر چه قدر اثر این کتابها زودتر می‌پرد، فرد معتاد تمایل به مصرف مواد بیشتر و بیشتری پیدا می‌کند. همیشه یک کتاب جدید برای خریدن، یک مفهوم جدید برای کنکاش کردن در آن و یک دوره جدید برای شرکت کردن وجود دارد. 
در خودزندگینامه‌ها زندگی به شکل سفری توصیف می‌شود که در آن شخصیت اصلی با استفاده از انتخاب‌ها و تجارب شخصی تبدیل به خود واقعی اش می‌شود. در بعضی از خودزندگینامه‌ها یک تجربه تروماتیک مثل طلاق یا فروپاشی روانی به عنوان یک موهبت تلقی می‌شود. با مثبت اندیشی راجع به یک درد، آن درد تبدیل به منبعی می‌شود که به شناخت شما کمک می‌کند و در نهایت زندگی شما را بهبود می‌دهد. خودزندگینامه‌ها به ندرت بحران‌هایی را توصیف می‌کنند که نتایج صرفا منفی دارند. در بیشتر موارد از سختی‌ها و بحران‌ها به عنوان فرصتی برای رشد و توسعه فردی یاد می‌شود. البته چنین پیامدهایی می‌تواند در بعضی مواقع درست باشد ولی در حالت کلی سختی‌ها و بحران‌ها شرایط ناگواری هستند که ممکن است هیچ چیز مثبتی از آن در نیاید.
بر خلاف کتابهای خودیاری و خودزندگی نامه‌ها، رمان‌ها زندگی را به درستی به شکل پدیده ای پیچیده، تصادفی، درهم و برهم و چندبعدی توصیف می‌کنند. رمان‌ها به خوانندگان یادآوری می‌کنند که چه قدر کنترل کمی روی زندگی خودشان دارند و این که زندگی آنها چه قدر درآمیخته با فرآیندهای اجتماعی، فرهنگی و تاریخی است. سوند برینکمن توصیه می‌کند که حداقل یک رمان در ماه بخوانید و خواندن رمان‌های چارلز دیکنز، ولادیمیر نابوکوف و کورمک مک‌کارتی را توصیه می‌کند زیرا خواندن این رمان‌ها ما را انسانهای بهتری می‌کند نسبت به زمانی که آثار آنتونی رابینز یا کتابهای روان‌شناسی مثبت‌گرای مارتین سلیگمن را بخوانیم. نوشته‌های افرادی مانند هاروکی موراکامی، میشل ولبک و کارل اوه کناسگور هم ارزش خواندن دارد چون این آثار مفهوم متفاوتی از فرد ارائه می‌کنند که با مفهوم ارائه شده در کتابهای خودیاری و خودزندگی نامه‌ها متفاوت است. 